# Дошна, Юлия
Юлия Дошна (пол. Julia Doszna, лемк. Юлія Дошна) – лемковская этнопевица Польши.
Уроженка Беланки, небольшой деревушки на склонах Низких Бескидов, c детских лет увлеклась вокалом и лемковскими народными песнями, в 1990-х, на волне интереса к лемковской народной культуре участвовала в этно-коллективе Łemkowyna. Несмотря на успешную деятельность коллектива, который давал концерты не только в Польше, но также США и Канаде, вскоре Юлия Дошна ушла оттуда из-за творческих разногласий с коллегами.. После этого она начала сольную карьеру.
Сольно или с приглашёнными музыкантами Юлия Дошна записала два диска – «Там, на Лемковині» и «Чого плачеш». Весь материал записан в соответствии с музыкальными традициями лемковской песни (частично – а-капелла, частично в многоголосой манере). Альбомы были тепло приняты публикой, причём «Там на Лемковинi» был отмечен вторым местом на польском конкурсе «Фолк-альбом года – 2000». В настоящее время Юлия Дошна постоянно проживает в деревне Лощ, нередко, впрочем, выезжая на концерты или для работы в студии.